# Муніципальний стадіон (Комотіні)
«Муніципальний стадіон Комотіні» (грец. Δημοτικό Στάδιο Κομοτηνής) — багатофункціональний стадіон у місті Комотіні, Греція, домашня арена ФК «Пантракікос».
Стадіон побудований та відкритий 1923 року. У 1950-х роках збудовано північну трибуну, у 1970-х роках — південну. До 2000-х років арена перебувала на стадії довготривалої реконструкції і мала потужність 3 000 глядачів. У 2006 році здійснено реконструкцію північної трибуни та споруджено дах над значною частиною глядацьких місць. 2008 року споруджено західну трибуну та встановлено систему освітлення. У 2009 році побудовано східну трибуну, під якою розміщено 12 комерційних приміщень. 2010 року облаштовано VIP-зону. 
Потужність арени становить 6 700 глядачів. Рекорд відвідування встановлено 13 вересня 2009 року під час матчу Суперліги між «Пантракікос» та «Панатінаїкосом». Тоді за грою спостерігало 5 355 глядачів.